# قائمة ملوك مايوركا
مملكة مايوركا تم إنشاءها (1231-1715م) من قبل خايمي الأول ملك أراغون بعد غزوها في عام 1229م وبعد أن كانت سابقاً تحت سيادة الحكام المسلمين في جزر البليار، حكمت بالتزامن مع تاج أراغون حتى وفاته، تم تمريرها إلى ابنه الأصغر خايمي الثاني الذي حكم مملكة باعتبارها تابعة اسمياً لـ ولي عهد أراغون، تم غزوها لاحقاً من قبل ابن أخيه ألفونسو الثالث ملك أراغون الذي غزا جزيرة مينوركا في 1287، التي اعتبرت أخر قاعدة لـ مغاربة في هذه الجزر.
بعد معاهدة أناغني في 1295 رجعت هذه المملكة إلى خايمي الثاني من مايوركا وذريته حتى عام 1344 حيث اتحدت مرة أخرى مع تاج أراغون، ولكن مع ذلك ادعى بعض من ذريته هذا اللقب حتى 1403، أصبحت تدار كـ جزء من تاج أراغون لاحقاً إسبانيا حتى عام 1715، بعد إلغائها من قبل فيليب الخامس ملك إسبانيا.

## ملوك مايوركا
| الأسم                                             | الصورة    | الميلاد                                                               | الزواج | الوفاة                                  |
| ------------------------------------------------- | --------- | --------------------------------------------------------------------- | --- | --------------------------------------- |
| خايمي الأول 1231–1276                             | James I   | 2 فبراير 1208 مونبلييه ابن بيدرو الثاني ملك أراغون و ماري من مونبلييه | إليانور 1221 ابن واحد فيولانتي من المجر 1235 10 أبناء تيريزا غيل دي فيدور أبنين | 27 يوليو 1276 بلنسية العمر 68           |
| خايمي الثاني 1276–1286 (مرة الأولى)               | James I   | 1243 مونبلييه ابن خايمي الأول ملك أراغون و فيولانتي من المجر          | إسكلارموندا من فوا 1275 6 أبناء | 1311 بالما دي مايوركا العمر 68          |
| ألفونسو الأول ألفونسو الثالث ملك أراغون 1286–1291 | Peter III | 1265 بلنسية ابن بيدرو الثالث ملك أراغون و كونستانس من صقلية           | غير متزوج | 18 يونيو 1291 برشلونة العمر 27          |
| خايمي الثالث خايمي الثاني ملك أراغون 1291–1295    |           | 10 أغسطس 1267 بلنسية ابن بيدرو الثالث و كونستانس من صقلية             | إيزابيلا من قشتالة 1 ديسمبر 1291 ليس لديهم أبناء بلانش من أنجو 29 أكتوبر 1295 10 أبناء ماري دي لوزينان 15 يونيو 1315 ليس لديهم أبناء إليسيندا دي مونكادا 25 ديسمبر 1322 ليس لديهم أبناء | 5 نوفمبر 1327 برشلونة العمر 60          |
| خايمي الثاني 1295–1311 (مرة ثانية)                | James I   | 1243 مونبلييه ابن خايمي الأول ملك أراغون و فيولانتي من المجر          | إسكلارموندا من فوا 1275 6 أبناء | 1311 بالما دي مايوركا العمر 68          |
| سانشو 1311–1324                                   | Majorca   | 1276 ابن خايمي الثاني ملك مايوركا و إسكلارموندا من فوا                | ماري من نابولي 20 سبتمبر 1304 ليس لديهم أبناء | 4 سبتمبر 1324 فورميورا العمر 48         |
| خايمي الثالث من مايوركا 1324–1344                 |           | 5 أبريل 1315 كاتانيا ابن فرناندو من مايوركا و إيزابيل من سابران       | كونستانس من أراغون ابنين فيولانت من فيلاراغت 10 نوفمبر 1347 أبن | 25 أكتوبر 1349 معركة يوتشمايور العمر 34 |

## مدعو العرش
بيدرو الرابع ملك أراغون ضمها المملكة في عام 1344 وأصبح اللقب جزء من تاج أراغون ، على الرغم من تنازع عليها بعض من المدعين.
| مدعي                              | الصورة  | الميلاد                                                         | الزواج                                                                    | الوفاة                       |
| --------------------------------- | ------- | --------------------------------------------------------------- | ------------------------------------------------------------------------- | ---------------------------- |
| خايمي الرابع من مايوركا 1349–1375 |         | 1335 مونبلييه ابن خايمي الثالث ملك مايوركا و كونستانس من أراغون | جوفانا الأولى ملكة نابولي 26 سبتمبر 1363 ليس لديهم أبناء                  | 20 يناير 1375 سوريا العمر 40 |
| إيزابيلا 1375–1403                | Majorca | 1337 ابنة خايمي الثالث ملك مايوركا و كونستانس من أراغون         | خوان الثاني دي مونتفيراتو 4 سبتمبر 1358 5 أبناء كونراد دي رايشاخ 1375 ابن | 1406 فرنسا العمر 69          |

أبناء وأحفاد إيزابيل لم يستمروا في إدعاء اللقب.